# Los Angeles County Sheriff's Department

De vlag van de LASD

De County Of Los Angeles Sheriff's Department, ook wel Los Angeles County Sheriff's Department of LASD, is de grootste Sheriff's Department in de Verenigde Staten. Samen met de LAPD is het de derde grootste politiedienst in de Verenigde Staten. De LASD is verantwoordelijk voor de veiligheid en handhaving in 141 gemeenschappen, 42 steden en 216 gemeentelijke faciliteiten, waaronder ziekenhuizen en gemeentekantoren binnen Los Angeles County. Het korps is ook verantwoordelijk voor de openbare orde in het openbaar vervoer van Los Angeles County. 
De LASD heeft eigen rechercheurs en verschillende forensische laboratoria. Verder traint de LASD agenten voor andere, kleinere politie-eenheden in Los Angeles County.
De Sheriff's Department is in 1850 opgericht als eerste professionele politiedienst in Los Angeles County. In 1970 werd de LASD de grootste Sheriff's Department ter wereld.

## Geschiedenis

### Negentiende eeuw
Halverwege de negentiende eeuw begon de Californische goldrush. Steeds meer mensen trokken naar de staat toe om goud te zoeken. Doordat er nog geen wetten in Californië waren, begon men misdadigers te lynchen of mishandelen. Los Angeles County was toen een van de gevaarlijkste county's. In april 1850 kreeg Los Angeles County een sheriff en twee hulpsheriffs. Elk jaar werd er een nieuwe sheriff gekozen. In 1852 kreeg de LASD hulp van de Los Angeles Rangers. De L.A. Rangers waren een uit 100 man bestaande militie, die de L.A. County sheriff en de L.A. Town Marshal bijstonden. De leider van de Rangers werkte op het sheriff's kantoor en kreeg daar zijn orders. 
In 1853 koppelde San Bernardino County zich los van Los Angeles County, waardoor het werkgebied van de sheriff wat kleiner werd. In datzelfde jaar opende de LASD een nieuwe gevangenis. In 1857 werd er voor het eerst een sheriff van L.A. County tijdens dienst vermoord, nadat hij en zijn twee hulpsheriffs een groep bandieten in San Juan Capistrano probeerde te arresteren. De sheriff en zijn hulpsheriffs kwamen beide om het leven. Vlak daarna werden er 52 bandieten gearresteerd en elf daarvan werden opgehangen. Begin 1858 werd er weer een sheriff doodgeschoten, nadat hij maar zeven dagen als sheriff had gediend, nadat hij probeerde een bandiet te arresteren. In 1866 koppelde Kern County zich los van L.A. County.
Op 25 oktober 1871 werd er een blanke boer per ongeluk om het leven gebracht door een conflict tussen Chinezen. Vlak werden er uit wraak 19 chinezen vermoord. De sheriff nam 25 hulpsheriffs in dienst een slaagde erin om de orde te herstellen. Na de massamoord werden er 150 mannen gearresteerd en berecht. In 1872 scheidde Ventura County zich van L.A. County af, waardoor het werkgebied van de sheriff uit het huidige L.A. County en Orange county bestond. In 1882 werd er een nieuwe wet opgesteld, waarmee een L.A. County sheriff twee jaar zijn ambt mocht bekleden. 
In april 1887 vond de grootste ontsnapping in de geschiedenis van de LASD plaats. Een gevangenisbewaarder maakte zijn ronde, toen hij plots werd aangevallen door een groep gevangenen. De gevangenen konden overmeesterden hem en pakte zijn sleutels. Hoewel de gevangeniskok het oproer wist te stoppen, ontsnapten er toch 15 gevangenen. In 1889 scheidde Orange County zich van L.A. County af. In 1895 werd het aantal ambtsjaren van de sheriff van twee naar vier jaar verhoogd. Tegen die tijd woonden er bijna 200.000 mensen in Los Angeles County. In 1899 kwam de negentiende eeuw aan zijn eind. In dat jaar werd ook de eerste Afro-Amerikaanse hulpsheriff ingehuldigd. 

### Twintigste eeuw
Begin 20e eeuw kregen de hulpsheriffs naast hun revolvers ook een shotgun. In 1907 kwamen de eerste auto in dienst. Alleen de sheriff kon gebruik maken van de auto, hulpsheriffs moesten het met paarden doen. In 1912 werd de eerste vrouwelijke hulpsheriff ingehuldigd. In 1915 werden de Bureau of Identification en de motorcycle Squad opgericht. In datzelfde jaar begon de LASD vingerafdrukken te gebruiken. In 1919 begon de drooglegging. Terwijl andere staten en county's de handhaving hierop overlieten aan federale agenten, koos de LASD ervoor om dit zelf te doen. 
In 1920 begon de LASD voor het eerst vliegtuigen te gebruiken, om een vermoordde hulpsheriff in de Antelope Valley te zoeken. Verder werd er in 1920 een man gearresteerd voor de moord op 16 van zijn 20 vrouwen. Doordat deze moordzaak vrij ingewikkeld was, huurde de LASD een groep rechercheurs in die gespecialiseerd waren in het oplossen van moorden. In 1921 werden de Homicide en Records details opgericht. De Homicide Detail werd belast met moordonderzoek en de Records Detail hield bestanden bij. In 1922 werden er nieuwe divisies gesticht die zich bezig hielden met narcotica, overvallen, illegale drank en autodiefstallen. In 1924 werden er eerste districtbureaus geopend, die het werk van de hulpsheriffs gemakkelijker maakte. De locaties van de districtbureaus waren in Florence en East Los Angeles. In 1926 werd er een nieuwe gevangenis geopend en werd er een luchtbijstandseenheid opgericht. De eenheid bestond uit vijf agenten die de titel 'Air Deputy Sheriff' kregen. Tussen 1926 en 1928 werden er in Lennox, Norwalk, Temple City, Newhall, Altadena, West Hollywood en San Dimas districtbureaus geopend.   
In 1933 werden uniformen verplicht en kregen de eerste dienstauto's communicatiemiddelen. In 1935 werd er in Malibu een districtbureau geopend en groeide de luchtbijstandseenheid uit tot een volwaardige eenheid van één hulpsheriff, vijftig werknemers, twee grote vliegtuigen, één zeppelin en wat enkele kleinere vliegtuigjes. In 1936 werd de sheriff academie geopend, hoewel de eerste leerlingen pas in 1938 begonnen. Ook werden publieke executies afgeschaft. In 1937 werden gemarkeerde dienstauto's standaard en kwamen er steeds meer communicatiemiddelen in de voertuigen. Ook werden er in Lancaster en Montrose districtbureaus geopend.  
In 1952 werd er een vrouwengevangenis geopend. In 1954 werd de Los Angeles County Sheriff's Office hernoemd als Los Angeles County Sheriff's Department. Ook werden er contracten gesloten met Norwalk, Santa Fe Springs, Paramount, Pico Rivera en Rosemead voor de wetshandhaving. In 1956 kreeg de LASD een Cessna 182 Skylane voor redding- en zoekmissies. In 1957 kocht de LASD zijn eerste helikopter. In 1958 werd de Special Enforcement Bureau opgericht. Deze tactische eenheid werd belast het bestrijden van rellen. In 1959 werd er een districtbureaus in Lakewood geopend. 
In 1963 sloot Santa Catalina Island een contract met de LASD voor de wetshandhaving op het eiland. Ook werden er in 1963 nieuwe gevangenissen geopend voor mannen en vrouwen. In 1964 werd er een substation in de City of Industry geopend en begon de LASD met de helikopterpatrouille in de Antelope Valley en op Catalina Island. Tijdens de Watts-rellen werd er één hulpsheriff vermoord. In 1965 kreeg de LASD zijn eerste gepantserde voertuigen. In 1967 kreeg de SEB meer taken zoals huiszoekingsbevelen en het oplossen van gijzelingen. De SEB-agenten kregen training in speciale tactieken en het gebruik van zware wapens.
In 1970 kreeg de SEB zijn eigen hoofdkwartier, waaruit de divisie opereerde. In 1971 werden de eerste dienstauto's van een scherm voorzien, die de arrestanten isoleerden. Vanaf 30 augustus 1972 werd Santa Catalina Island drie weken lang bezet door een Mexicaans-Amerikaanse paramilitaire groep. Zij vonden dat Catalina en de overige Channel Islands nog steeds tot Mexico behoorde. Na drie weken werd de SEB naar het eiland gestuurd en werd de bezetting vreedzaam beëindigd. 
Op 17 mei 1974 vond er een grote schietpartij plaats in Los Angeles tussen leden van de Symbionese Liberation Army en meerdere politiekorpsen. De Symbionese Liberation Army (SLA) was een extreemlinkse groepering die een reeds aanslagen pleegden in de Bay Area. In 1974 vluchtte de SLA naar South Los Angeles, maar werden op 16 mei ontdekt nadat drie SLA leden een winkelbeveiliger mishandeld en een winkel beschoten hadden. De SLA vluchtte naar een huis in L.A., waarin zich ook een 17-jarig meisje bevond. De volgende dag ontving de LAPD een anoniem telefoontje dat er zwaarbewapende mensen in het huis van de beller zaten. Meteen daarna omsingelden meer dan 400 agenten van de LAPD de straat, samen met extra bijstand van de LASD, FBI, CHP en LAFD. Tijdens het gevecht werden er meer dan 9.000 schoten gelost en kwamen zes leden van de SLA om het leven. 
Tussen 1974 en -75 werden er substations in Carson, Montrose en Lynwood geopend en werd de luchtvloot uitgebreid met drie Sikorsky H-36 helikopters en een Bell 47 helikopter. De Sikorsky's waren voor reddingsmissies en de Bell was voor patrouille in de Santa Clarita Valley. In 1976 sloot Lynwood een contract met de LASD en werden de eerste politiehonden getraind voor het opsporen van menselijke resten en explosieven.
In 1980 werd er de hondenbrigade opgericht en begon de LASD met een programma om een betere band met de jeugd te krijgen. In 1982 kwamen acteur Vic Morrow en twee kindacteuren om het leven in een helikoptercrash, tijdens de opnamen van de film Twilight Zone: The Movie. De LASD startte een onderzoek en regisseur John Landis werd samen met vier andere producenten verantwoordelijk gehouden voor het ongeluk. In 1983 werd er een districtbureau in Marina del Rey geopend en begon de LASD laserwapens bij oefeningen te gebruiken. In 1984 fuseerde de Los Angeles Harbor Patrol met de LASD, waardoor de LASD verantwoordelijk werd voor de toezicht en veiligheid in de havens. De Olympische Zomerspelen van 1984 werden in Los Angeles gehouden. De LASD kreeg de verantwoording voor de veiligheid en transporten van de spelers en bezoekers. In 1985 werd er in Avalon een nieuw substation geopend. Ook werd er in 1895 een hulpsheriff buiten dienst vermoord, nadat hij na zijn dienst naar huis ging. De moordenaar had zich in de hulpsheriff's z'n auto verstopt en viel hem tijdens het rijden aan. Vervolgens werd de hulpsheriff neergeschoten. Uit onderzoek bleek dat de moordenaar ook een hulpsheriff was. In 1986 begon de LASD met het gebruik van anti-oproerwapens en pepperspray. In 1987 werden er een districtbureau in Walnut en een academie in het noorden van de county geopend. In 1988 werd er een speciale eenheid opgericht die de groeiende bendeactiviteiten moest tegenhouden. Ook begon de LASD met twee operaties die corrupte narcotica-agenten en autodieven moest pakken. 
In 1990 begon de LASD met toezicht houden op de Metro Rail en kregen alle medewerkers van de LASD willekeurige drugstesten. Tussen 1991 en 1993 werden er een districtbureaus in Lost Hills, Palmdale en Universal City Studios geopend. In 1992 kwamen er ook tolken bij de alarmcentrale werken en kreeg de LASD te maken met de L.A. Riots. In 1994 fuseerde de Los Angeles County Marhal's met de LASD. In 1997 kreeg de LASD een nieuwe gevangenis en werd er geëxperimenteerd met internet en e-mail.
In 2000 werden er nieuwe districtbureaus in Cerritos en Compton geopend en kreeg de LASD nieuwe tasers. In 2003 werden lasers goedgekeurd om op dienstpistolen te monteren. In 2005 kregen LASD hulpsheriff's training voor het schieten op rijdende auto's, nadat er tijdens een achtervolging 120 keer was geschoten op een onbewapende man in een voertuig.  Tussen 2010 en 2011 lanceerde de LASD een eigen website, een twitterpagina en een facebookpagina waarop nieuws gepost kon worden. 

## Gevangenissysteem

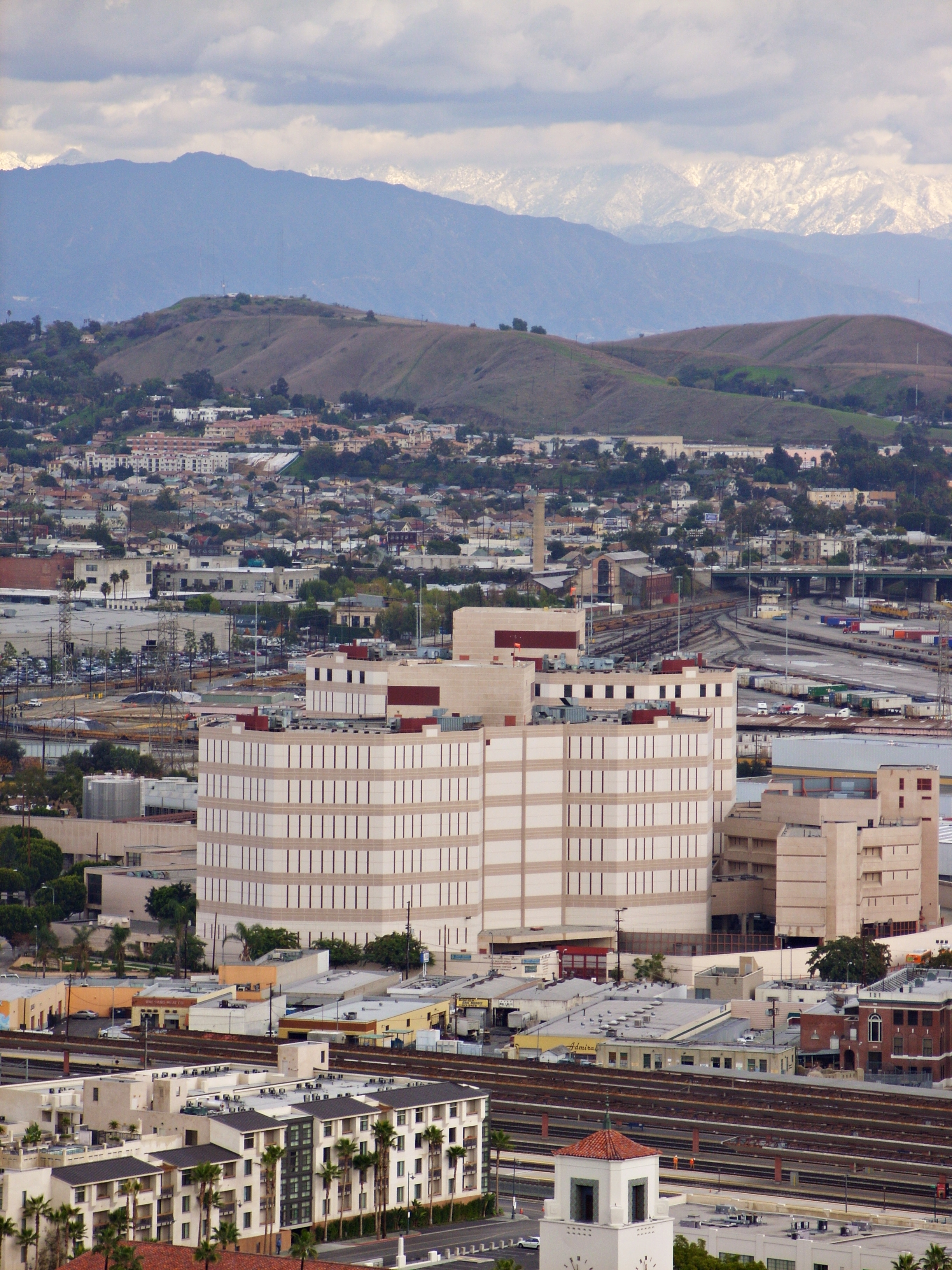
De Twin Towers Correctional Facility

De LASD opereert vier gevangenissen. In de gevangenissen worden niet alleen arrestanten van de LASD opgesloten, maar ook uit Burbank, Glendale, Los Angeles en Long Beach, die elk hun eigen politiekorps hebben. De gevangenissen worden alleen gebruikt om arrestanten in op te sluiten die een korte straf hoeven uit te zitten of afwachten op hun proces. 
De Men's Central Jail en Twin Towers Correctional Facility zijn gevestigd bij het Union Station. De North County Correctional Facility, tevens de grootste van alle vier, is in het noorden van de county gevestigd. De Los Angeles County Women's Jail is in Lynwood gevestigd. 
De Men's Central Jail en Twin Towers Correctional Facility waren in 2013 uitgeroepen tot de ergste gevangenissen in de VS, nadat er meerdere klachten waren binnengekomen over verkrachtingen en mishandelingen door medegevangenen, terwijl de bewaarders toekeken. Ook werden gevangenen zonder reden uitgescholden en mishandeld door de gevangenisbewaarders.

## Rangstructuur en organisatie

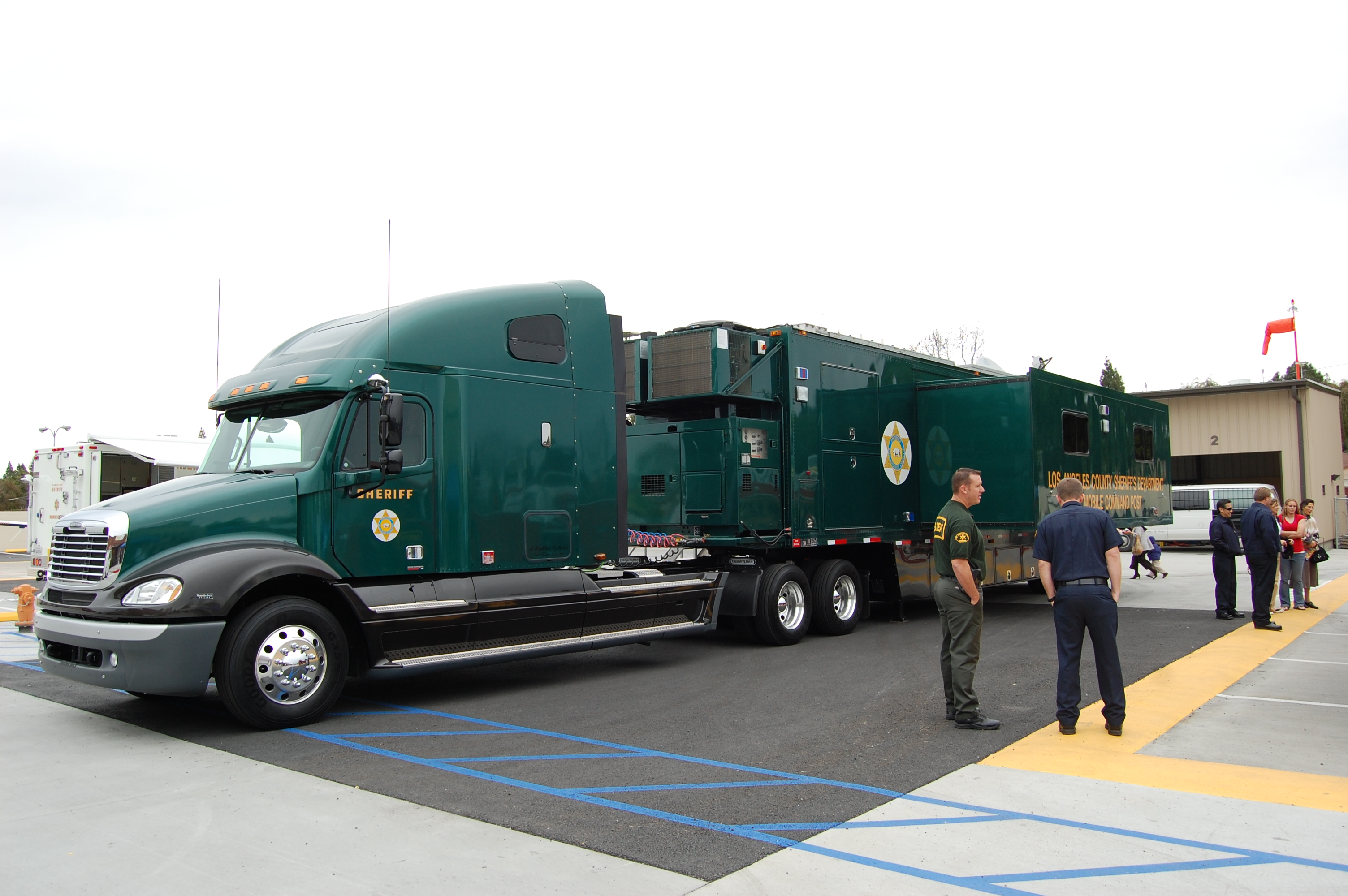
Een mobiele commandotruck van de LASD

Nadat hulpsheriffs hun training hebben voltooid op de academie, worden ze eerst toegewezen als gevangenisbewaarders, voordat ze veldwerk mogen doen. Over het algemeen is de wachttijd 6 tot 18 maanden, maar soms kan het ook voorkomen dat een hulpsheriff de rest van zijn carrière in de gevangenis blijft werken. 
Nadat de hulpsheriffs naar een van de stations mogen, krijgen ze eerst nog zes maanden veldtraining. Als de dit falen, keren ze terug als gevangenisbewaarder. Als ze slagen, kunnen ze ook toegewezen worden aan het gevangenentransport of de beveiliging van de rechtbank.
| Titel                            | Sterren/strepen      | Informatie |
| -------------------------------- | -------------------- | --- |
| Sheriff                          |                      | Bevelhebber van de LASD, wordt elke vier jaar gekozen.                                                                                  |
| Undersheriff                     |                      | Onderbevelhebber van de LASD. |
| Assistant Sheriff                |                      | De assistent sheriffs zijn de leider over drie operatiedivisies van de LASD: Patrouille, Hechtenis en een leider voor de gehele county. |
| Division Chief                   |                      | Is de leider over een gehele divisie |
| Commander                        |                      | Is de leider over een werkgebied, wat meestal uit twee of meerdere substations bestaat.                                                 |
| Captain                          |                      | Is de leider van een substation of speciale divisie                                                                                     |
| Lieutenant                       |                      | Is de leider van een dienst |
| Sergeant                         |                      | Is de leider over de hulpsheriffs |
| Deputy Sheriff                   | Master FTO Rank LASD | |
| Deputy Sheriff Bonus I, Bonus II |                      | |
| Deputy Sheriff                   |                      | |
| Deputy Sheriff in opleiding      |                      | Hulpsheriffs in opleiding worden nog niet ingezworen                                                                                    |

## Deputy Gangs
Sinds de jaren 70 vormen hulpsheriffs hun eigen straatbendes. De Deputy Gangs vinden hun oorsprong in East Los Angeles. In 1971 begonnen hulpsheriffs daar hun eigen bende, de Little Red Devils. De Little Red Devils kwam aan het daglicht, nadat ze extreem geweld hadden gebruikt tijdens protesten tegen de Vietnamoorlog en een L.A. Times journalist om het leven hadden gebracht. In 1973 vond er een onderzoek plaats op het substation in East L.A. en het bleek dat 38 hulpsheriff's van gang tatoeages voorzien waren.

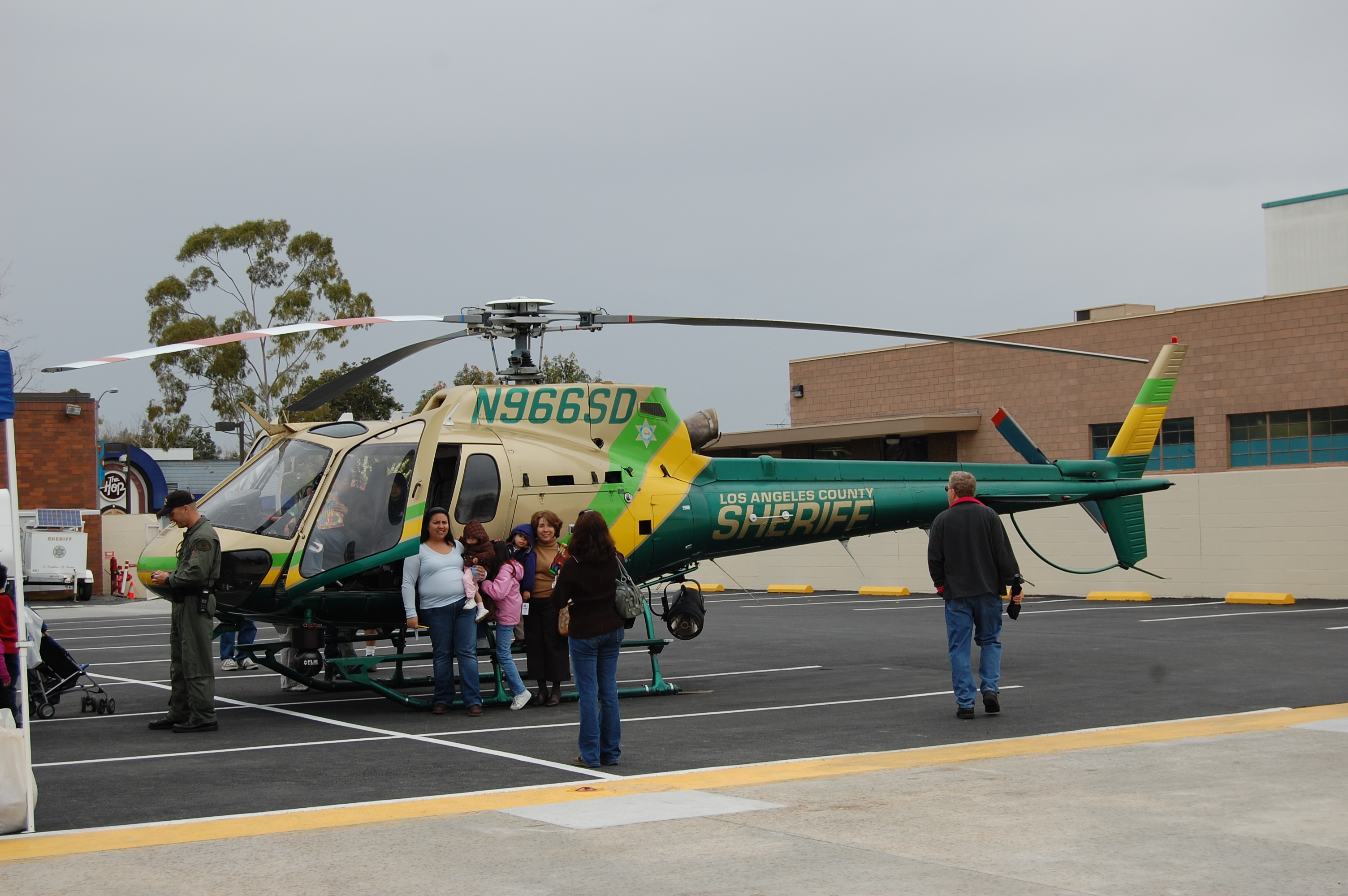
Een LASD-helikopter

In de jaren 80 werd er nog een Deputy Gang ontdekt. Deze bende heette Wayside Whities en opereerde vanuit de North County Correctional Facility. De Wayside Whities werden ontdekt nadat er meerdere klachten binnenkwamen van zwarte gevangenen die zwaar mishandeld werden. Ook werd er een verband gelegd tussen de gevangenisbewaarders en de Ku Klux Klan.
Gedurende de jaren 90 kreeg de federale rechtbank meer dan 20 klachten dat de hulpsheriffs in Lynwood de mensenrechten van de arrestanten en verdachten hadden overtreden. Er werd geëist dat het substation in Lynwood onder federale toezicht geplaatst zou worden. Tijdens het onderzoek werd de FBI meerdere malen geblokkeerd en werd de Deputy Gang 'Lynwood Vikings' ontdekt. De Lynwood Vikings werden omschreven als een racistische neo-nazi beweging.
In de jaren daarna verschenen er in vrijwel elke divisie van de LASD een deputy gang. Helikopterpiloten van de LASD richtten een gang op die het verhinderde dat Afro-Amerikaanse piloten bij de eenheid konden komen. En zelfs leden van de anti-gang eenheid richtten hun eigen gang op.
Zo'n 15 tot 20% van de hulpsheriffs is lid van een deputy gang. De activiteiten die zij uitvoeren zijn o.a. het gebruik van extreem geweld tegenover etnische minderheden, het weigeren van bepaalde rassen of geslachten, het afpersen van collega's en het weigeren van assistentie te bieden aan collega's. De Deputy Gangs opereren voornamelijk uit districtbureaus in gebieden waar veel criminaliteit plaatsvindt en etnische minderheden wonen. Per 2023 zijn er nog zes deputy gangs actief.

## Werkgebied

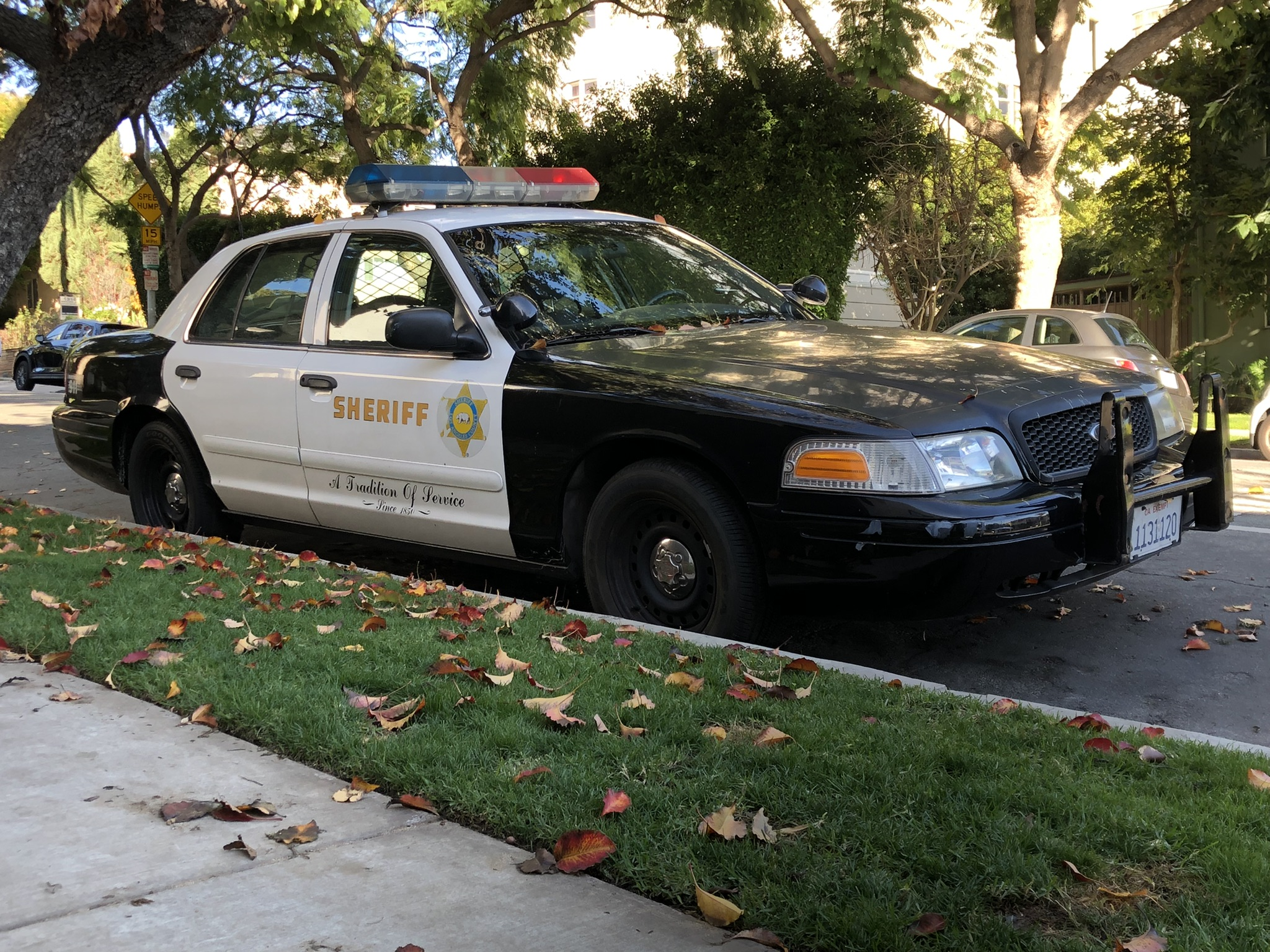
Een Ford Crown Victoria Police Interceptor van de LASD

De LASD is verantwoordelijk voor de veiligheid en handhaving in 38 rechtbanken, 42 steden (via contract), 10 campussen en alle gemeentevrije zones, parken en gemeentefaciliteiten in Los Angeles County. Voor deze doeleinden heeft de LASD 23 districtbureaus waaruit zij patrouilleren:
- Altadena Sheriff's Station: Altadena, Angeles National Forest, Chaney Trail, Kinneola Mesa, La Vina, Noordoost-Pasadena en Pasadena Glen
- Avalon Sheriff's Station: Santa Catalina Island, San Clemente Island, Avalon en de wateren tussen Catalina Island en het vasteland van Californië
- Carson Sheriff's Station: Carson, Rancho Dominguez, Torrance (gedeeltelijk) en Harbor City
- Century Sheriff's Station: Florence/Firestone, Lynwood, Walnut Park, Willowbrook en Athens Park
- Cerritos Sheriff's Station: Cerritos
- Compton Sheriff's Station: Compton, Oost-Rancho Dominguez, Gardena (gedeeltelijk) en Rosewood
- Crescenta Valley Sheriff's Station: La Cañada Flintridge, La Crescenta-Montrose, Lopez Canyon, Kagel Canyon, Little Tujunga Canyon, Big Tujunga Canyon, Angeles National Forest en Mount Wilson
- East L.A. Sheriff's Station: Commerce, Cudahy, Maywood, Belvedere Gardens, Terrace, Eastmont, East Los Angeles, Saybrook Park en Union Pacific
- Industry Sheriff's Station: Industry, La Puente, La Habra Heights, Valinda, East Valinda, West Valinda, Bassett/North Whittier en Hacienda Heights
- Lakewood Sheriff's Station: Artesia, Bellflower, Hawaiian Gardens, Lakewood, Paramount, Cerritos (gedeeltelijk) en Long Beach (gedeeltelijk)
- Lancaster Sheriff's Station: Antelope Acres, Lancaster, Quartz Hill en Lake Los Angeles
- Lomita Sheriff's Station: Lomita, Rancho Palos Verdes, Rolling Hills Estates, Rolling Hills, La Lambra, Academy Hill, Palos Verdes Peninsula en Westfield
- Malibu/Lost Hills Sheriff's Station: Agoura Hills, Calabasas, Hidden Hills, Malibu, Westlake Village, Chatsworth Lake Manor, Malibou Lake, Topanga en West Hills
- Marina Del Rey Sheriff's Station: Marina del Rey, Santa Monica Bay, Ladera Heights en View Park-Windsor Hills
- Norwalk Sheriff's Station: Norwalk, La Mirada en Whittier (gedeeltelijk)
- Palmdale Sheriff's Station: Acton, Agua Dulce, Big Pines/Wrightwood, Green Valley, Juniper Hills, Lake Elizabeth, Lake Hughes, Leona Valley, Littlerock, Llano, Palmdale, Pearblossom, Sun Village, Valyermo en Vasquez Rocks
- Pico Rivera Sheriff's Station: El Rancho, Los Nietos, Pico Rivera, Whittier (gedeeltelijk)
- San Dimas Sheriff's Station: San Dimas, Covina (gedeeltelijk), Azusa (gedeeltelijk), Glendora, La Verne, Claremont, Azusa Canyon, Mount Baldy en Angeles National Forest.
- Santa Clarita Sheriff's Station: Angeles National Forest Bouquet Canyon, Canyon Country, Castaic, Gorman, Hasley Canyon, Newhall, Neenach, Sand Canyon, Santa Clarita, Saugus, Six Flags Magic Mountain, Sleepy Valley, Southern Oaks, Stevenson Ranch, Sunset Point, Tesoro del Valle, Valencia, Val Verde, West Hills en Westridge.
- South L.A. Sheriff's Station: Athens, Del Aire, El Camino Village, Lawndale, Lennox, Moneta Gardens en Wiseburn
- Temple Sheriff's Station: Chantry Flats, Monrovia-Arcadia-Duarte, Bradbury, Duarte, Rosemead, South El Monte, Temple City, San Gabriel (gedeeltelijk) en Pasadena (gedeeltelijk)
- Walnut/Diamond Bar Sheriff's Station: Walnut, Diamond Bar, Rowland Heights, Covina Hill en West Covina (gedeeltelijk)
- West Hollywood Sheriff's Station: West Hollywood en Universal Studios
- Transit Bureau: Handhaving alle eigendommen van de LACMTA